# 갈라파고스 국립공원

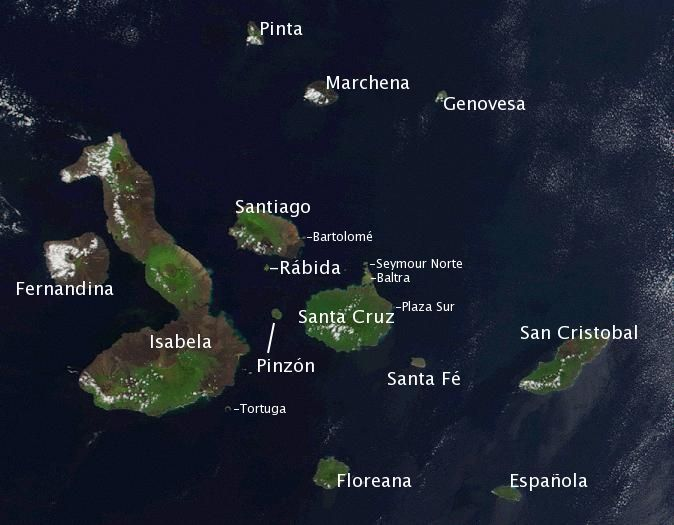
갈라파고스 제도의 위성 사진, overlayed with the Spanish names of the visible main islands.

갈라파고스 국립공원(Galápagos National Park)은 1959년에 지정된 에콰도르 최초의 국립공원이다.

## 개요
1959년 에콰도르 정부는 갈라파고스 섬면적의 97%를 국가의 최초 국립공원으로 지정했다. 나머지 3%는 산타크루즈 섬, 산크리스토발 섬, 플로레아나 섬 그리고 이사벨라 섬으로 인간이 거주하는 지역이다.
1971년에, 갈라파고스 국립공원 서비스는 산타크루즈 섬에 2명의 관리인과 6명의 공원 감시인으로 구성된 최초의 감독관을 두었다.
1974년에, 갈라파고스 국립공원 서비스는 최초의 관리 계획과 1973년에 발의된 유기적 구조에 따라 관리 목표에 대응하기 위해 2명의 보존관과 40명의 공원 감시인으로 구성된 감독관 관리팀을 두었다.
1979년에 유네스코는 이 제도를 세계자연유산으로 선포했다. 유네스코는 공원 서비스를 공원 감독관에 의해 영구적인 공원의 보존과 제도를 지키게 하는 책임을 지게했다.
갈라파고스 해양보호 구역은 1986년에 설정되었다. 같은 해 갈라파고스 국립공원은 영구히 보존되어야 할 그 독특한 과학적, 교육적 가치로 인해 〈생물권 보존지역〉(Biosphere Reserve)에도 포함되었다.
2007년에, 유네스코는 그 모든 지역에서 빠른 인간 개발 속도로 인해 유발된 위기를 반영하여 갈라파고스 국립공원을 위기에 처한 세계유산 목록에 추가했다. 이민, 관광 그리고 무역, 모두 이 제도에 영역을 침범하는 종의 도입 가능성을 높이고 있다고 봤다. 이것은 자연적 고립을 통해 수백만 년 동안 진화한 취약한 생태계에 가장 중대한 위기를 나타낸다.
2010년 4월 29일 유네스코 사절단이 2007년 이후 개선이 되었는지를 연구하기 위해 갈라파고스에 도착했다.

## 갈라파고스땅거북

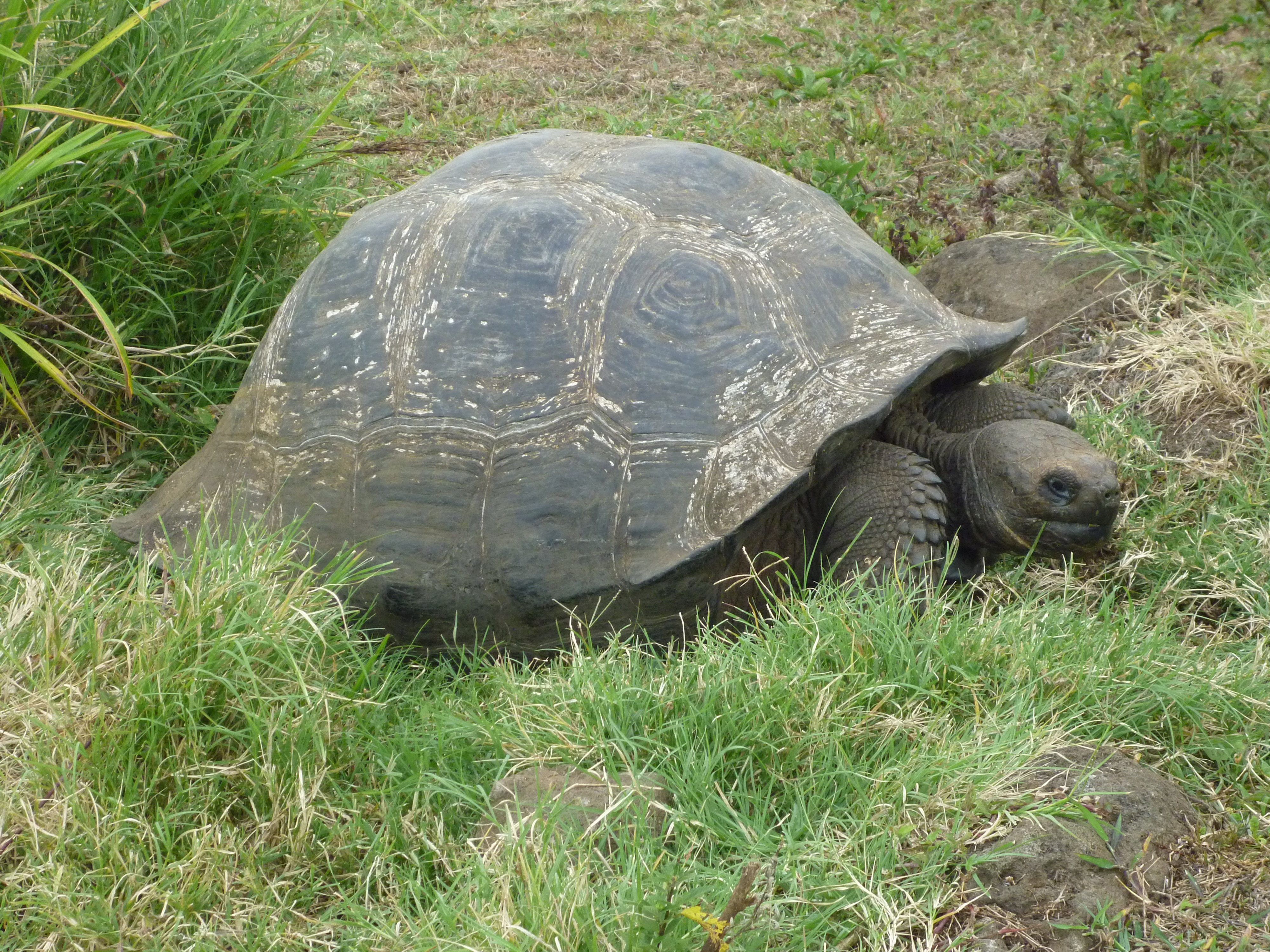
갈라파고스땅거북
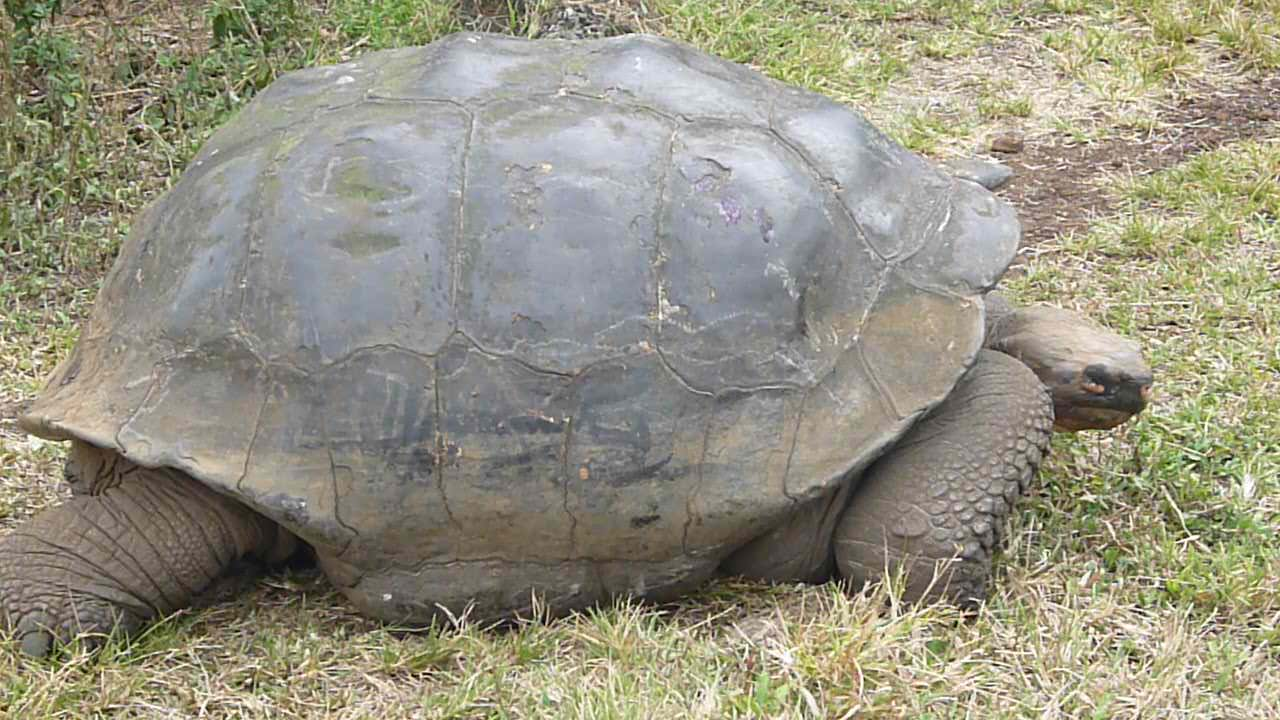
갈라파고스땅거북
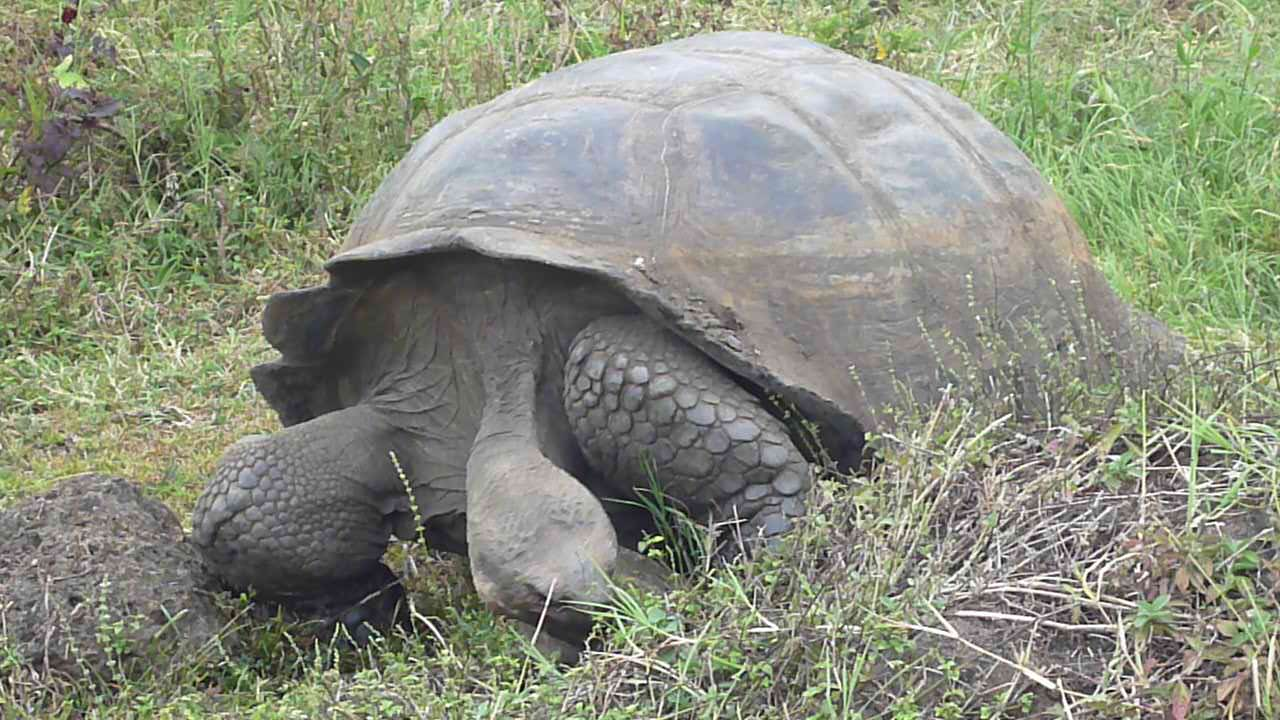
갈라파고스땅거북
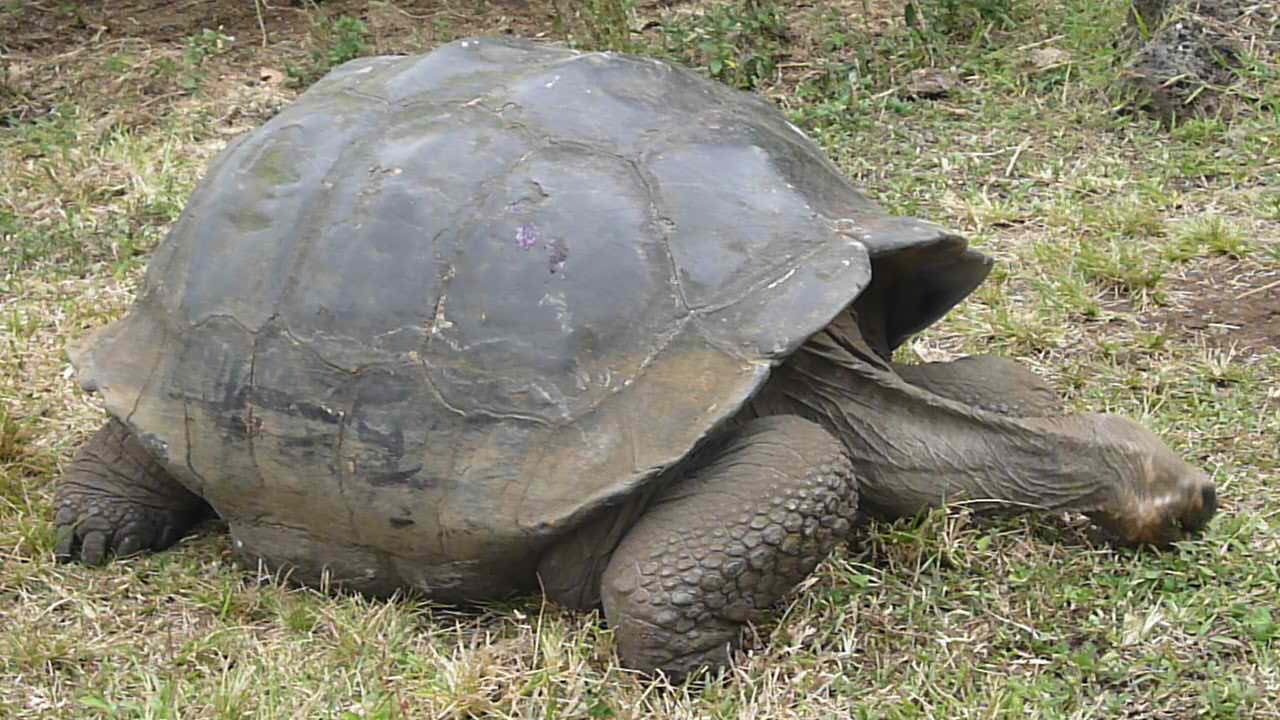
갈라파고스땅거북
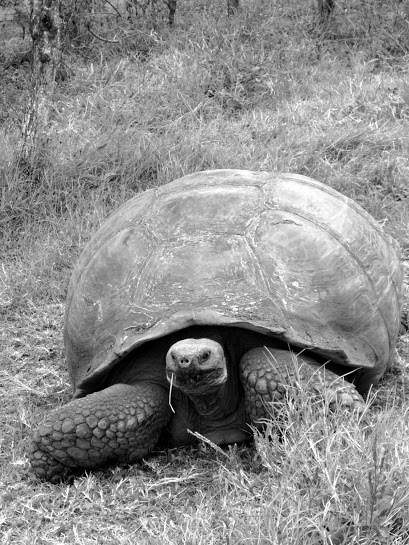
갈라파고스땅거북
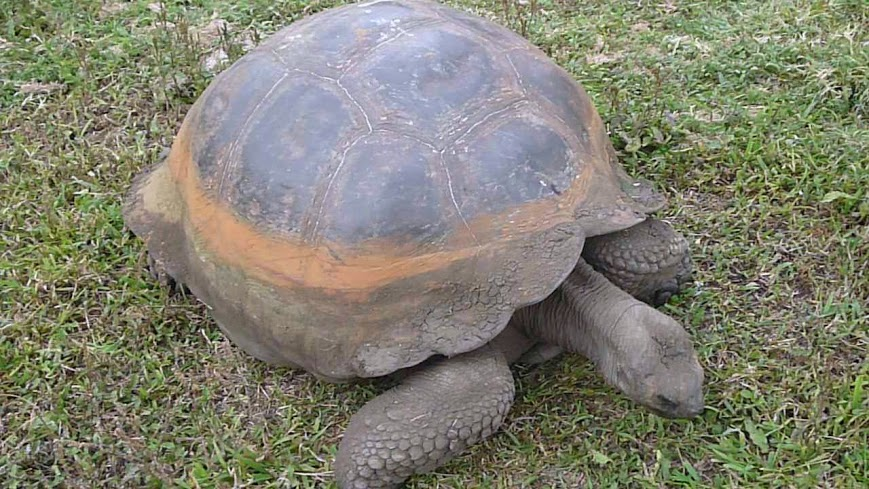
갈라파고스땅거북
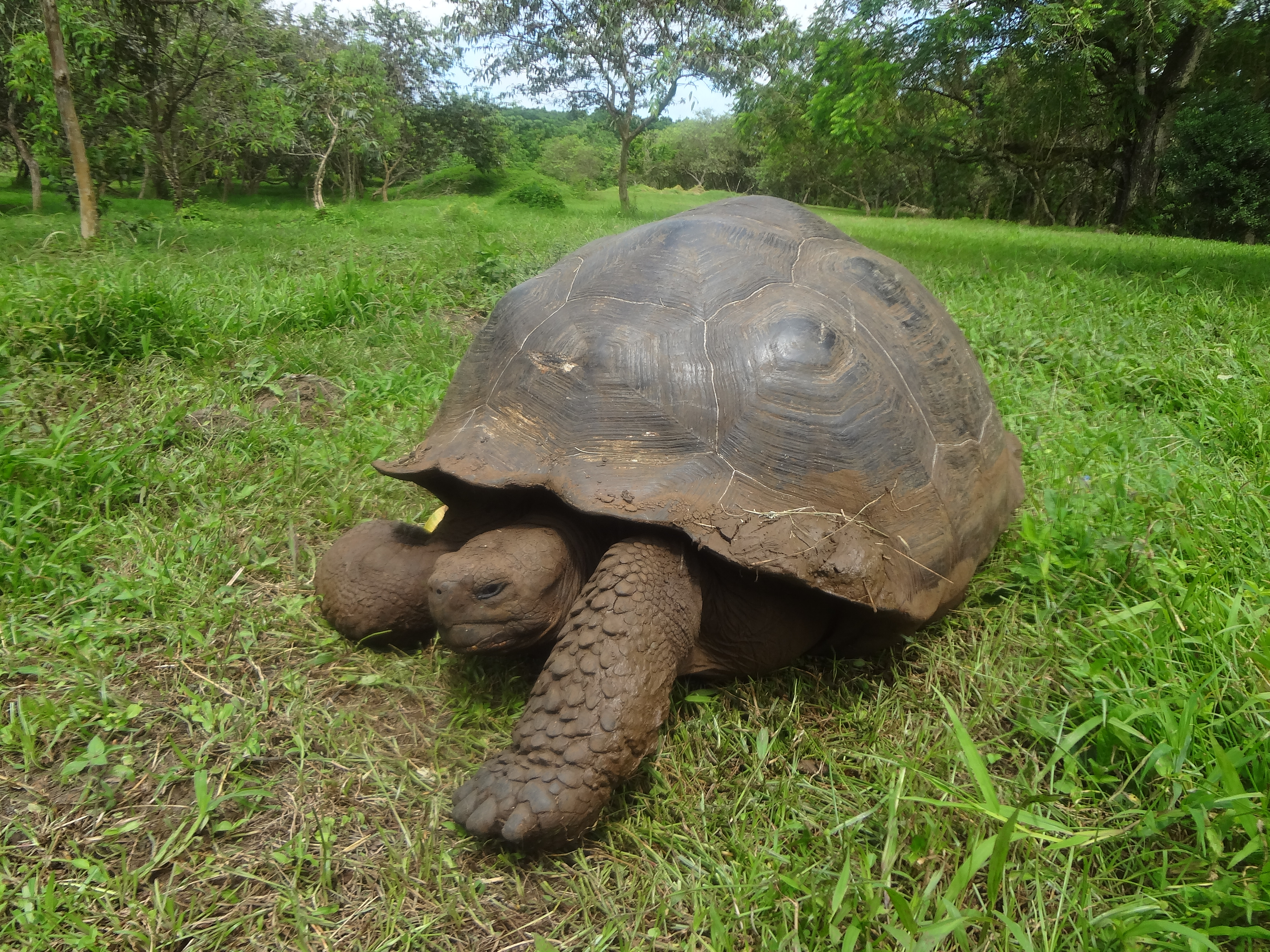
(Chelonoidis nigra) El Chato Reserve, Santa Cruz Galapagos
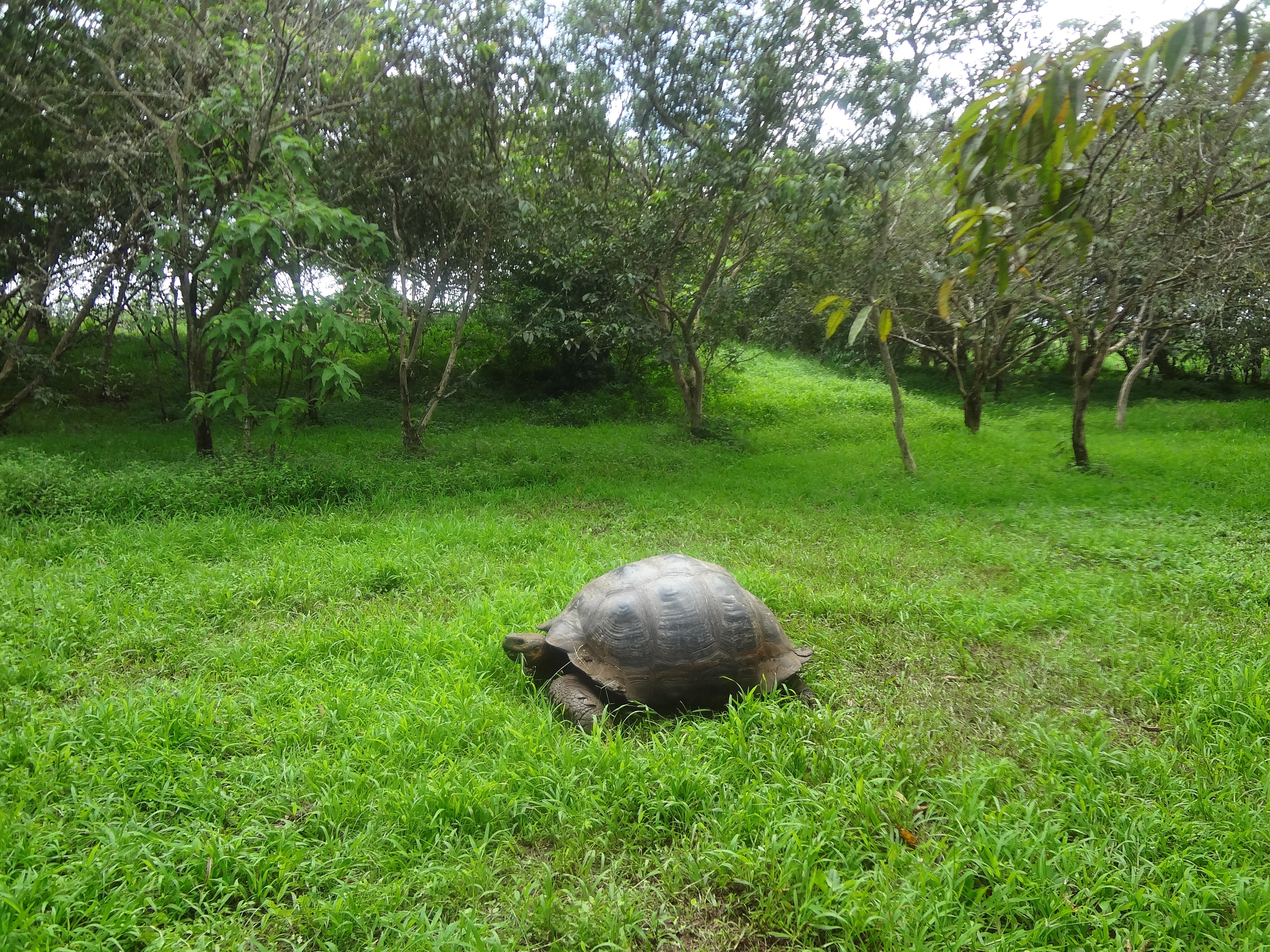
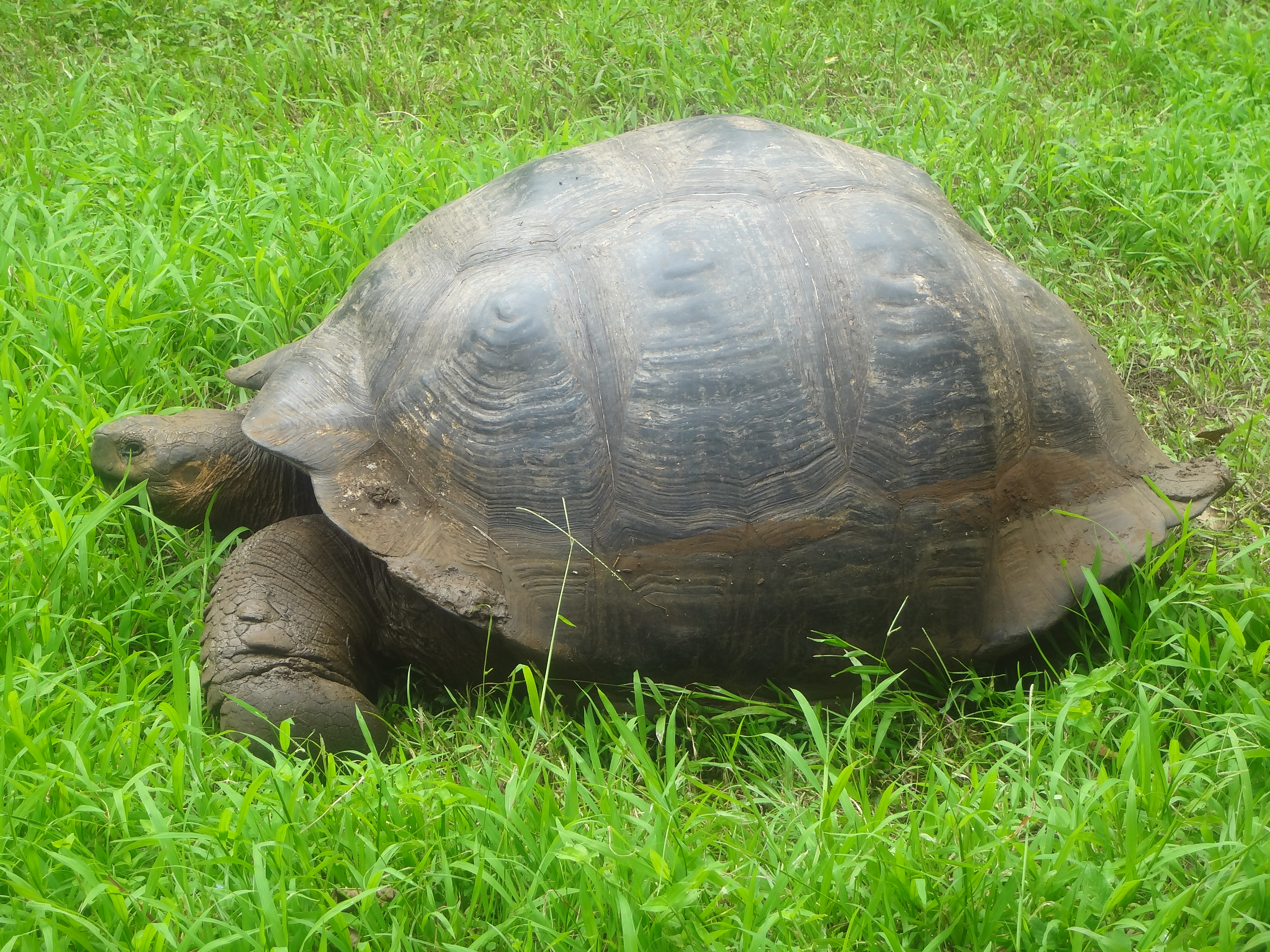
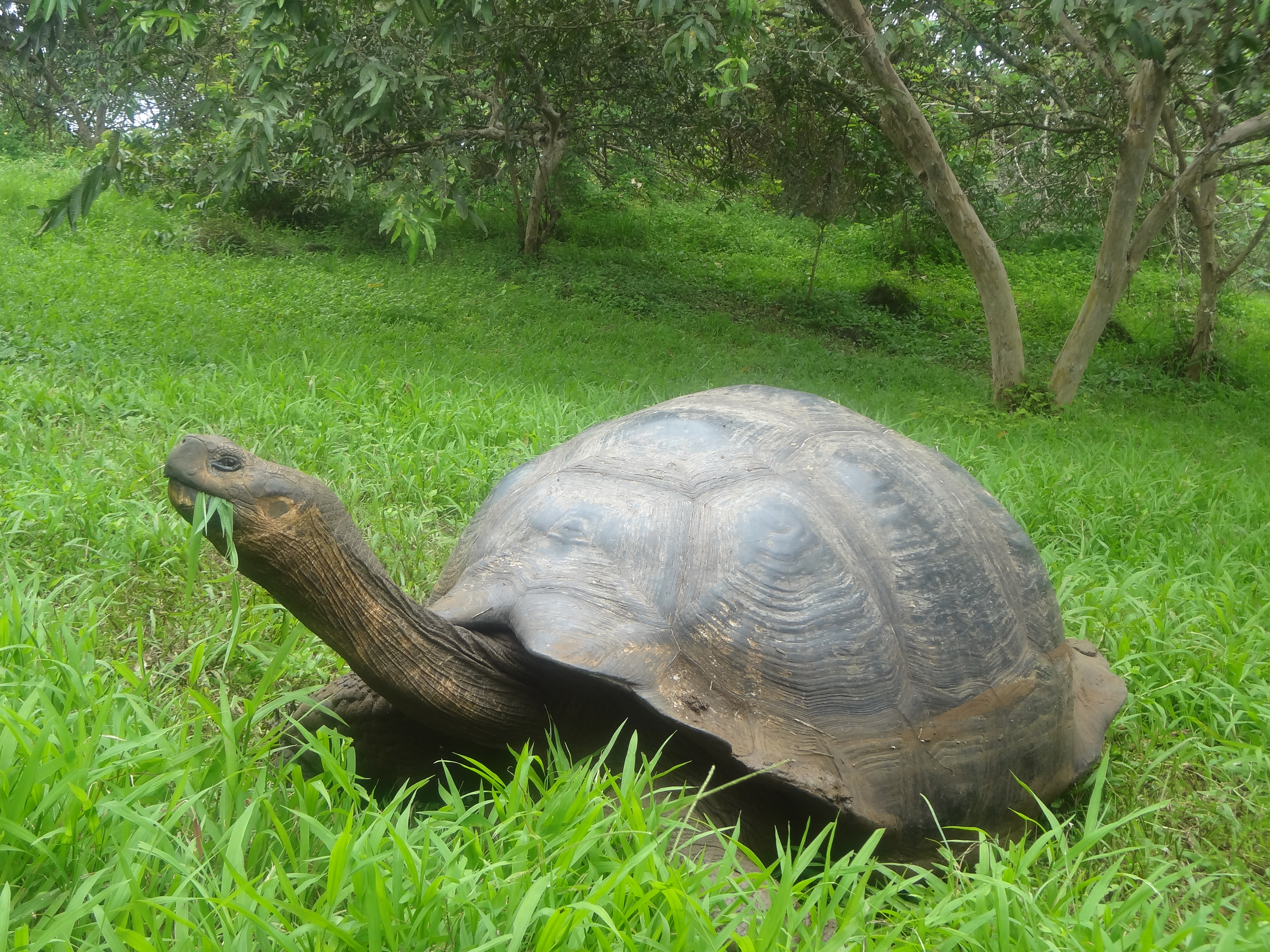
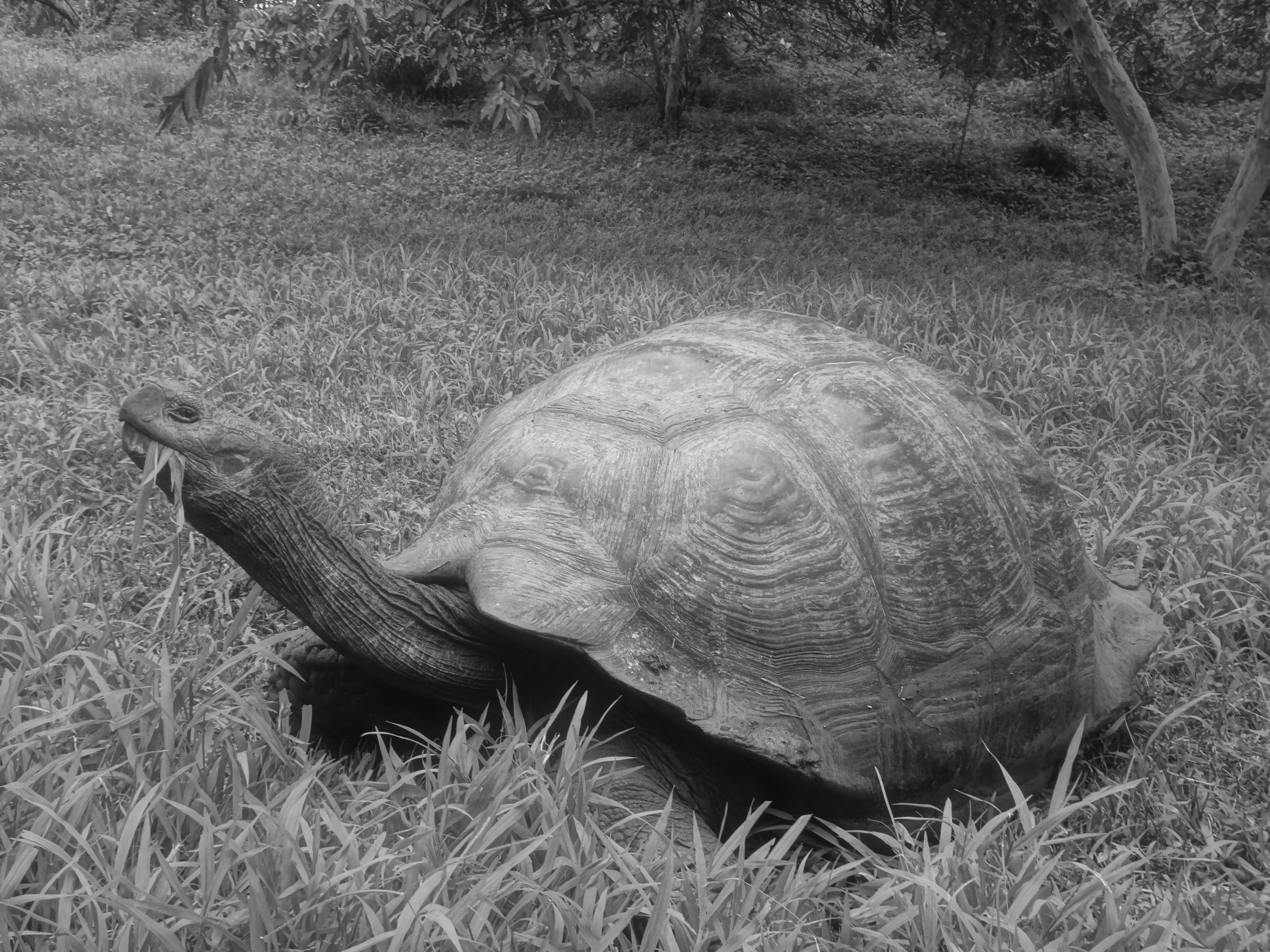
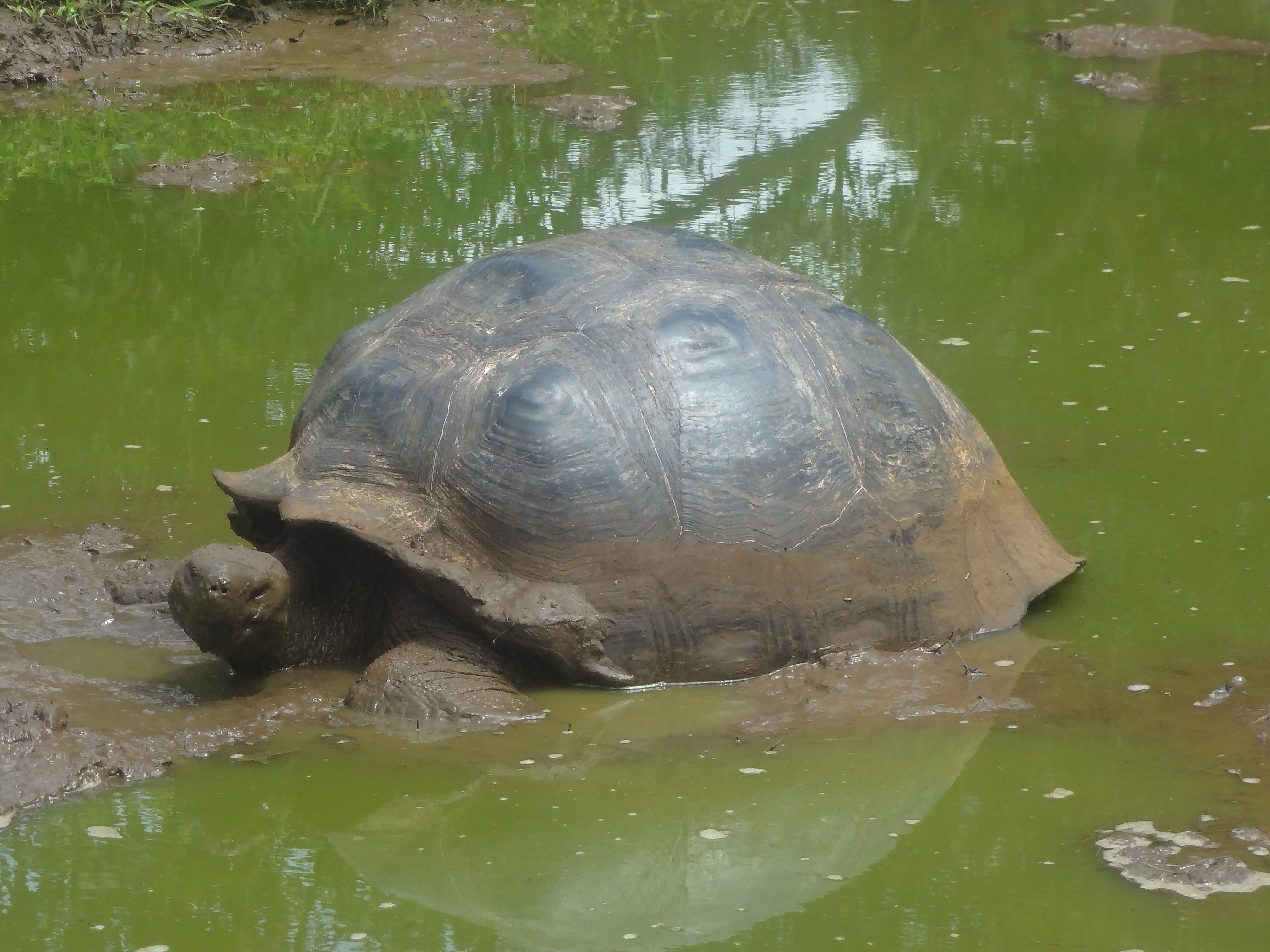
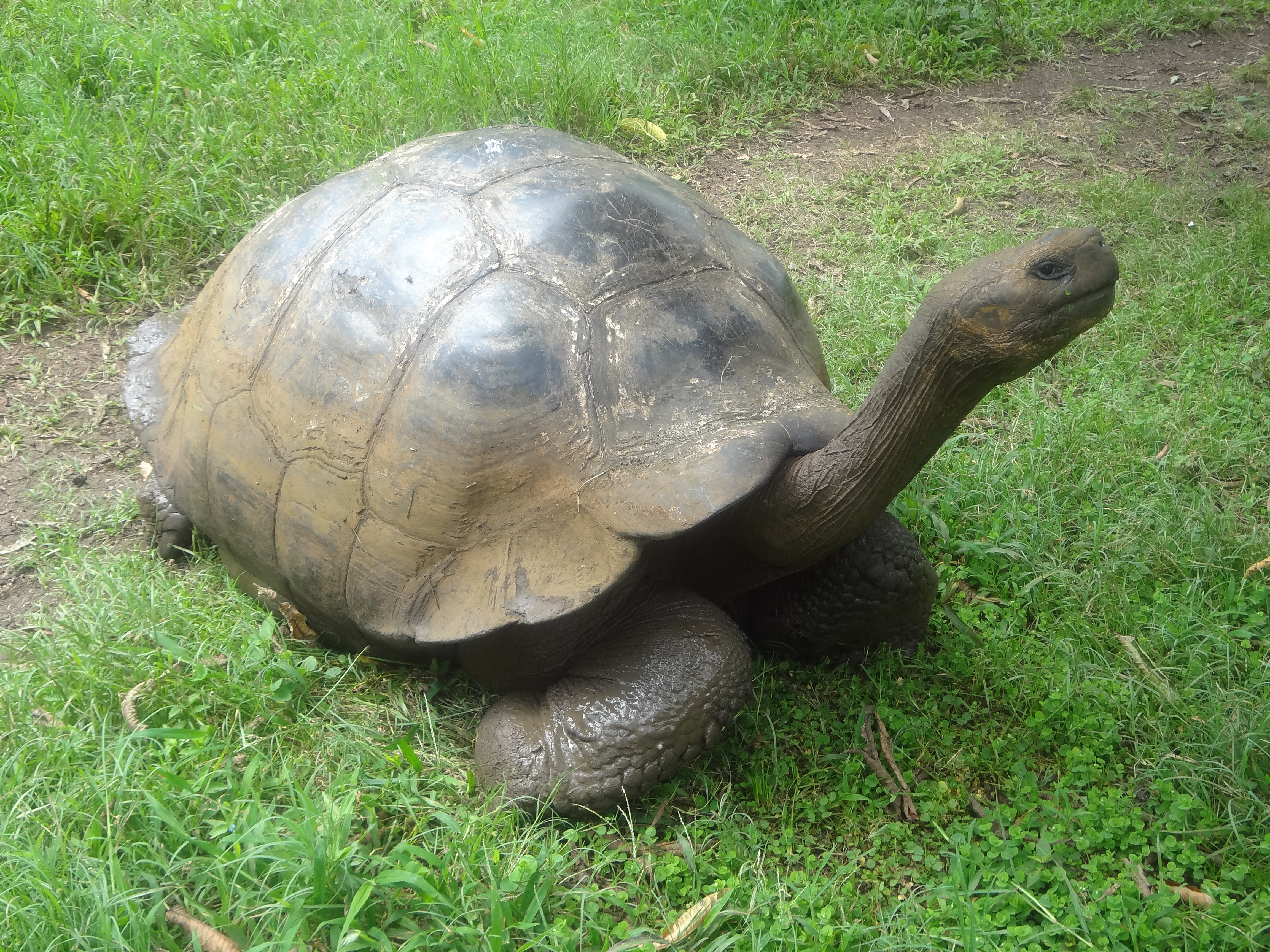
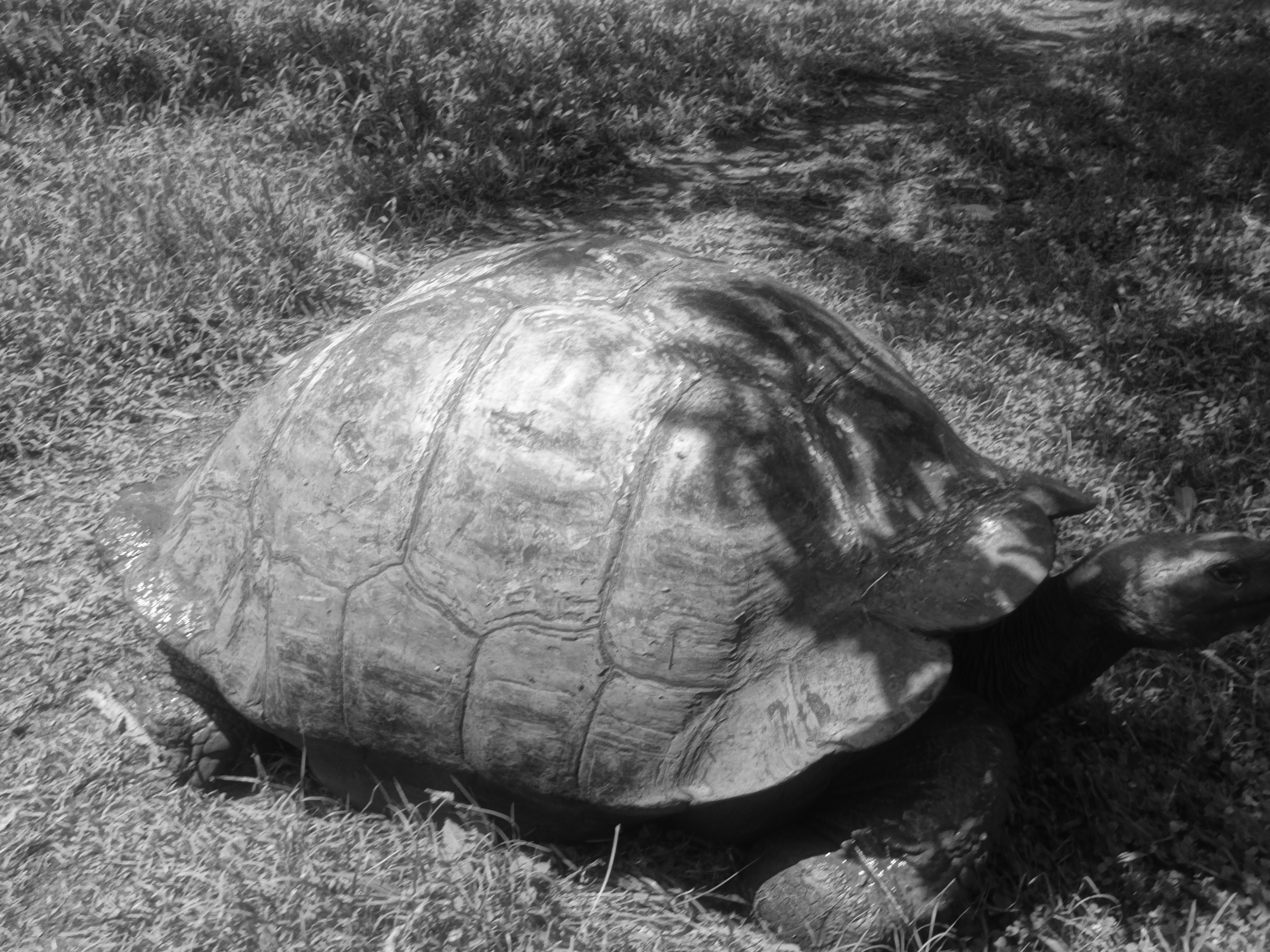
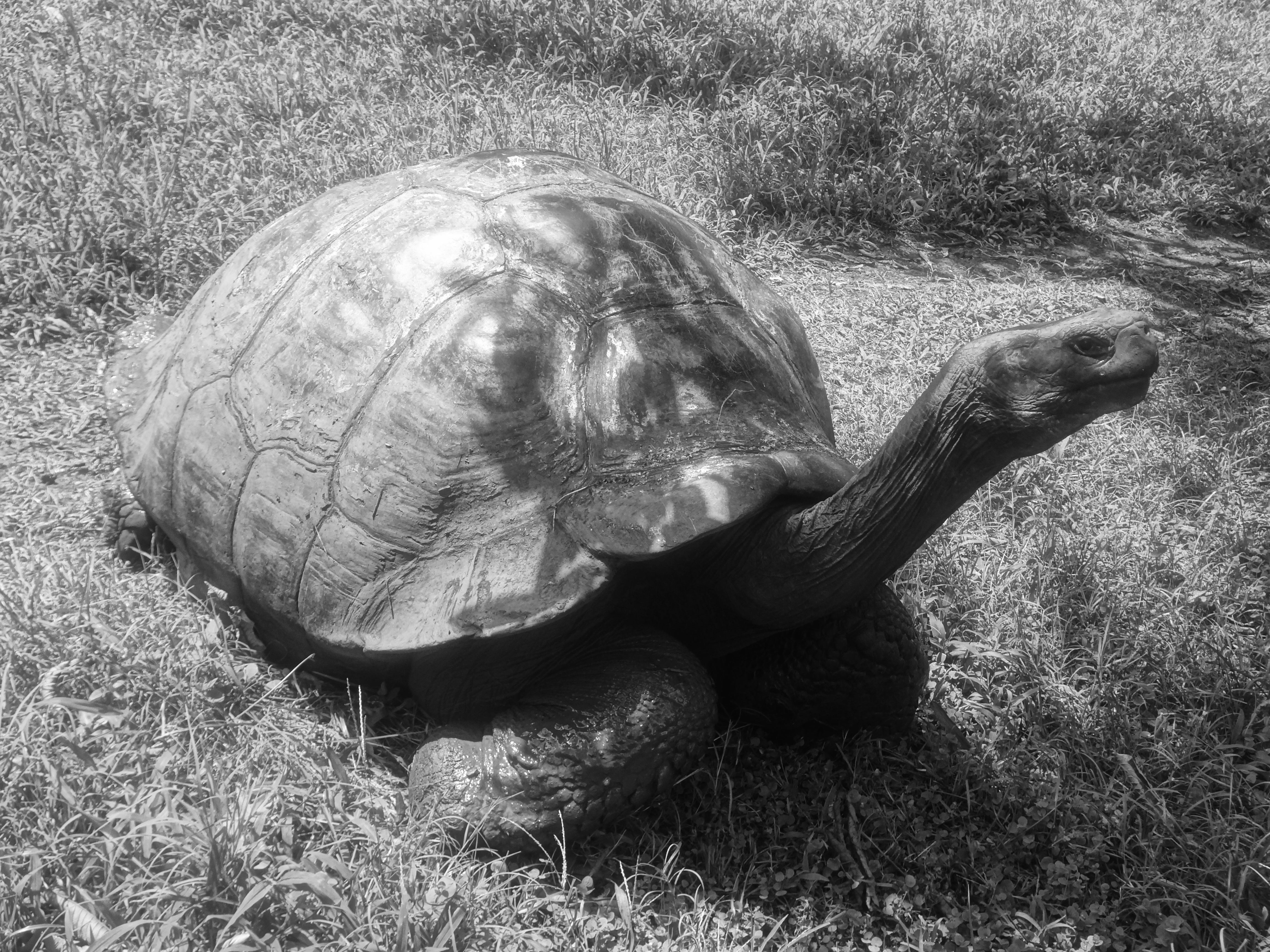
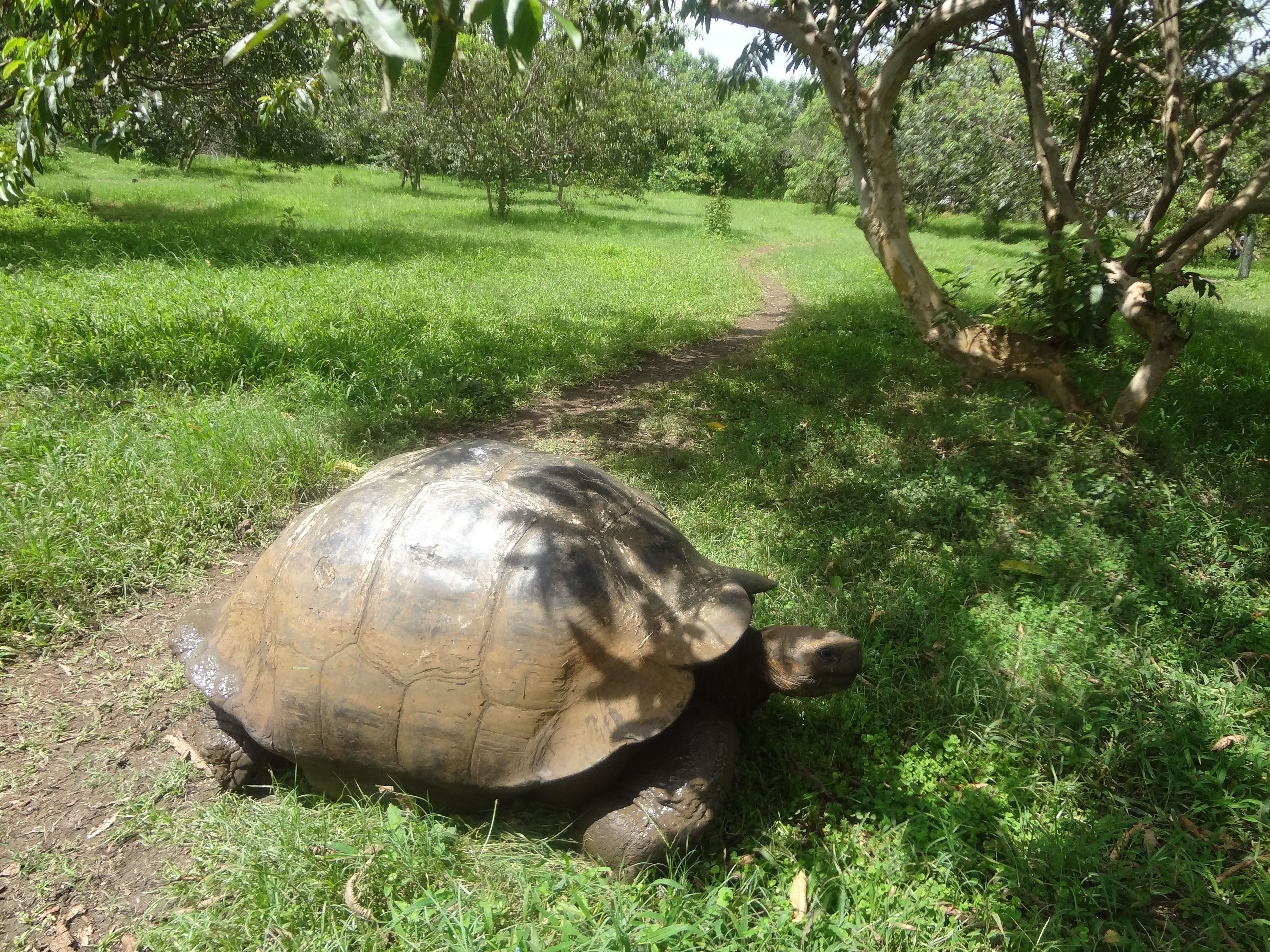
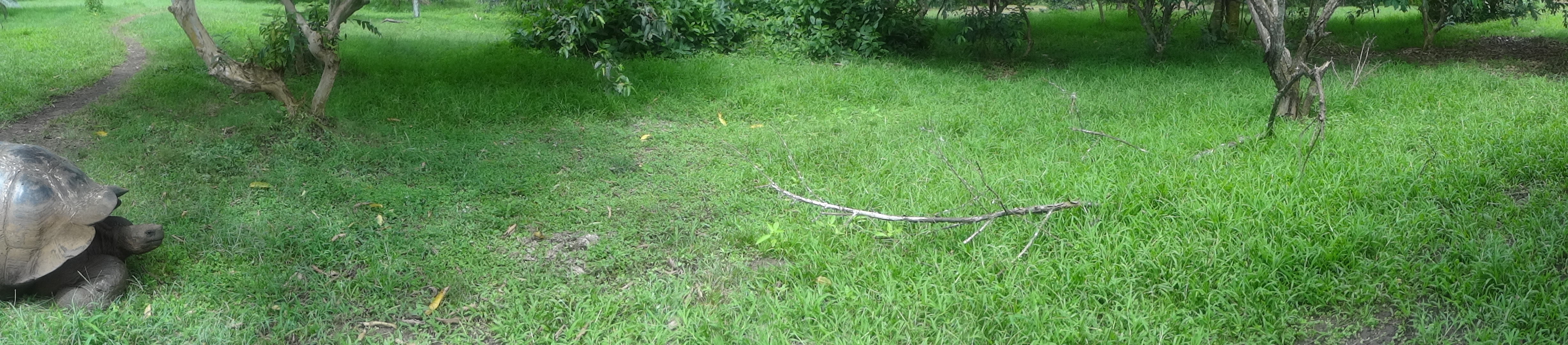
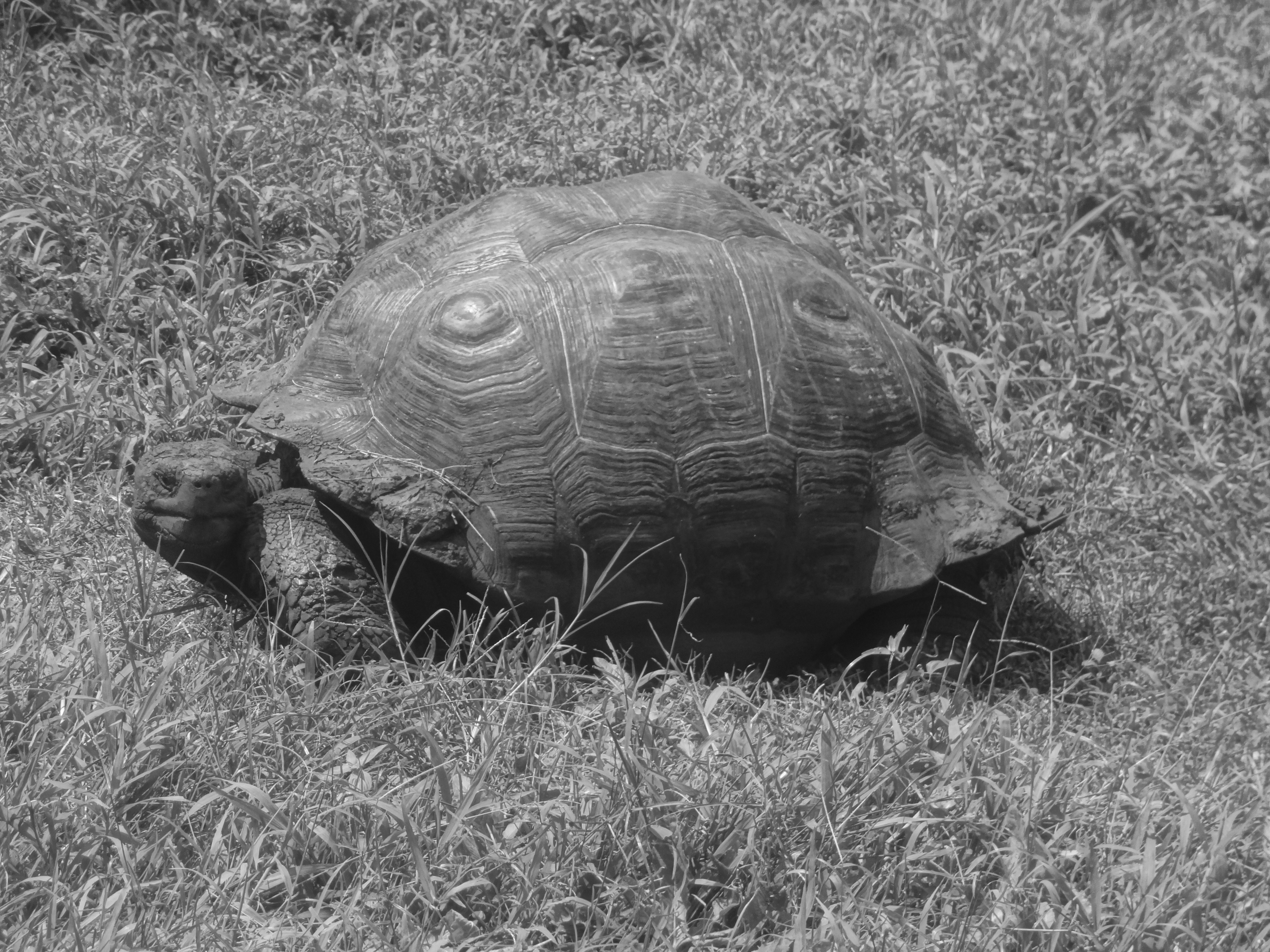
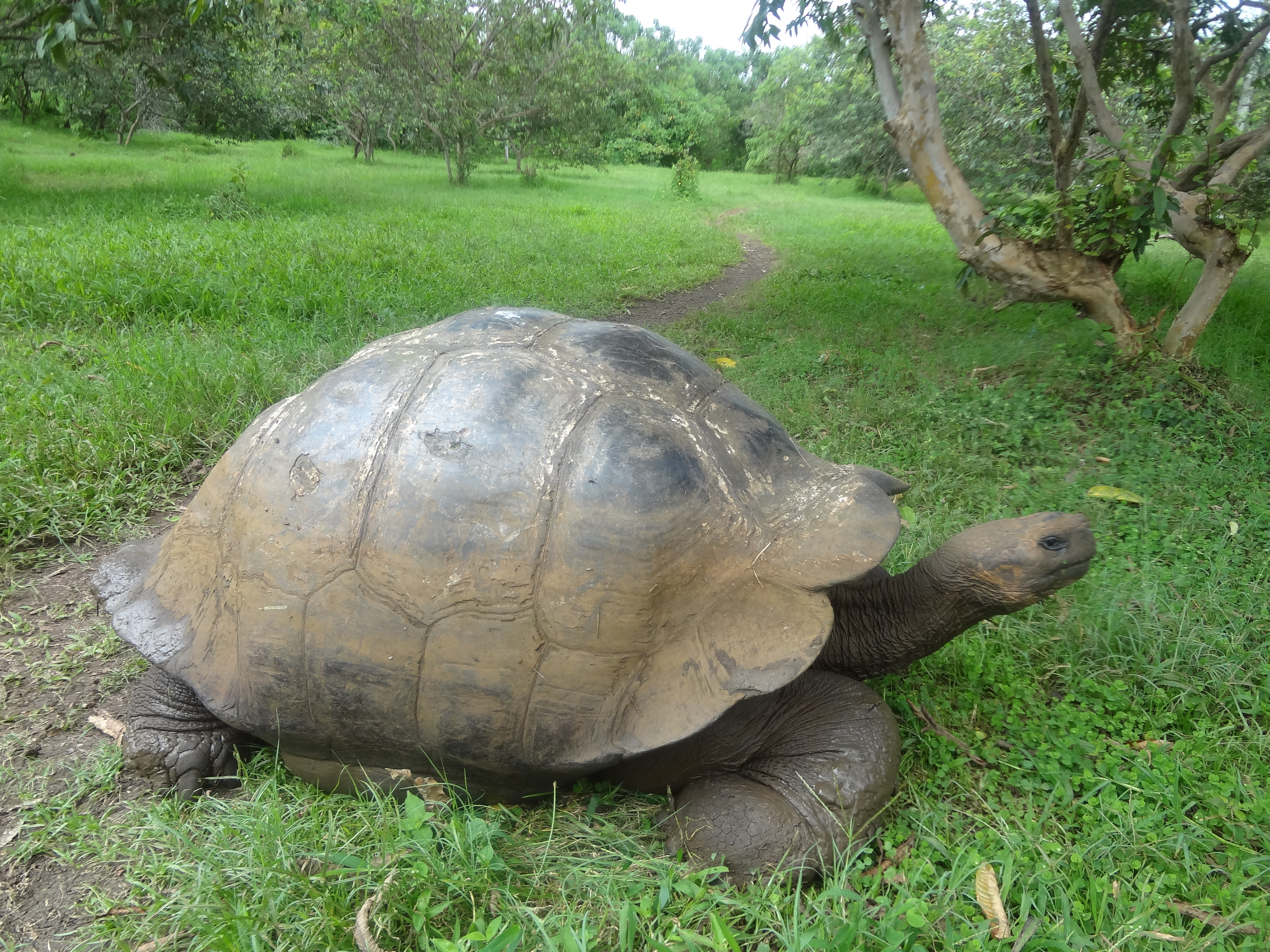
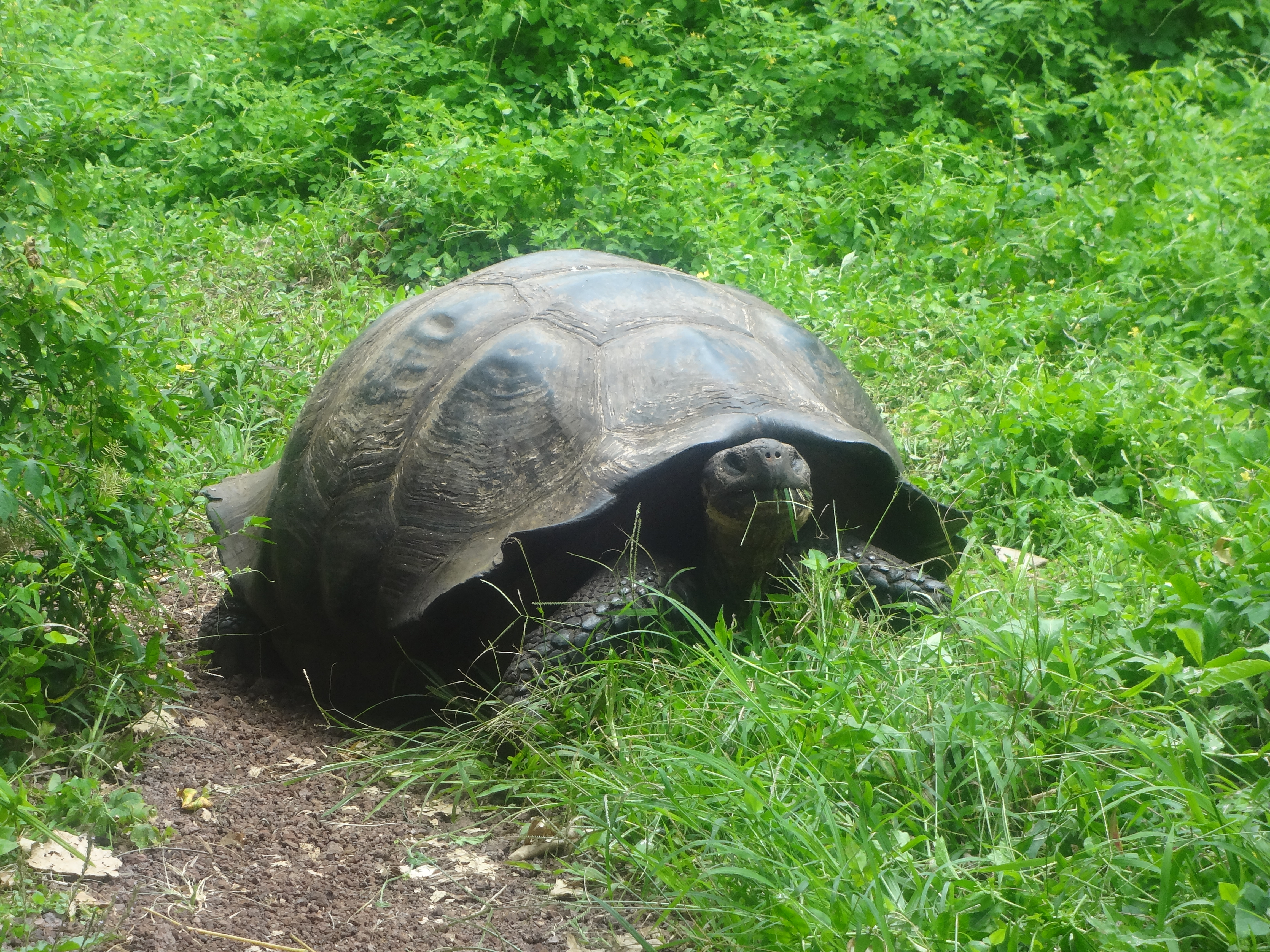
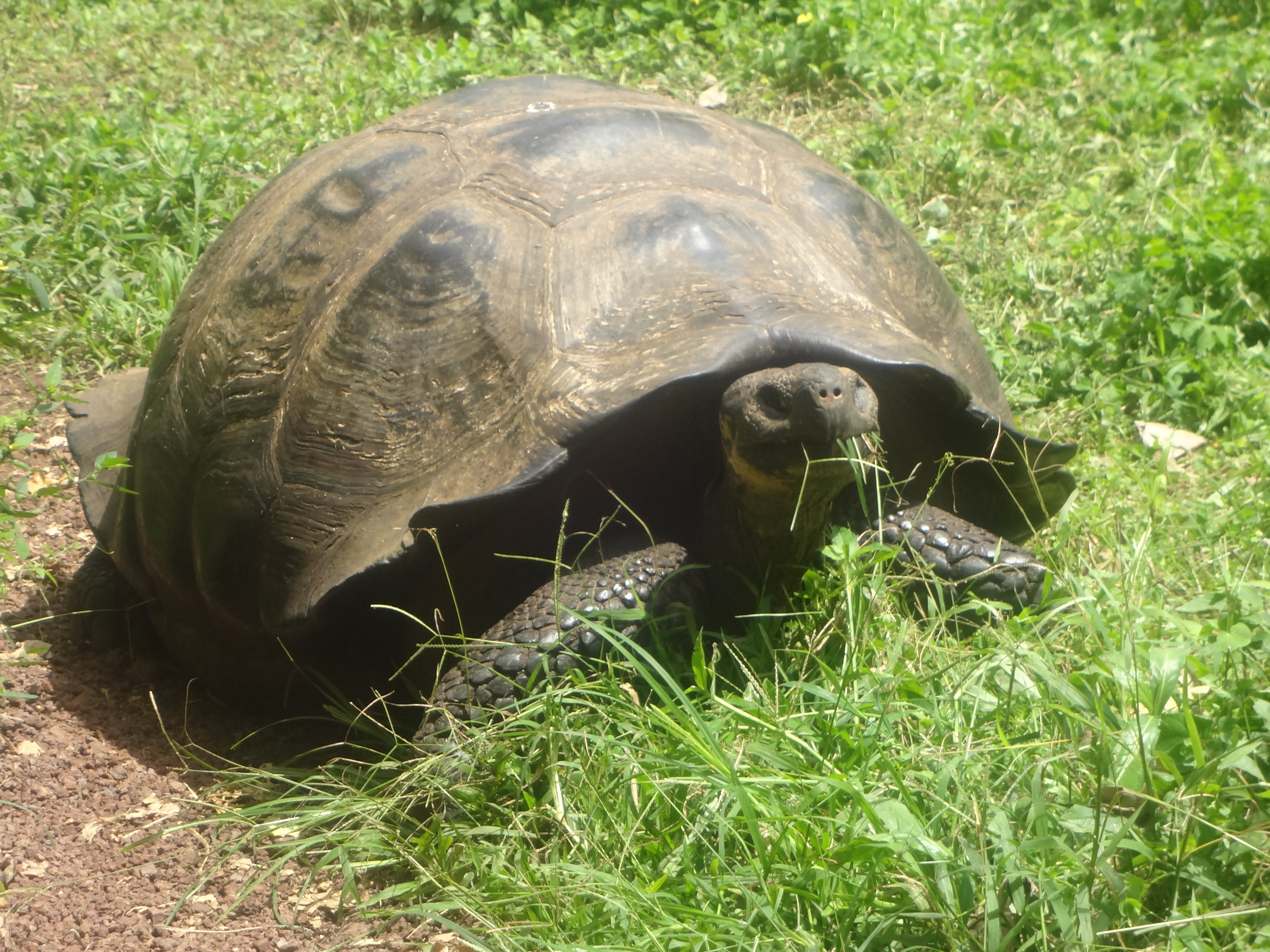
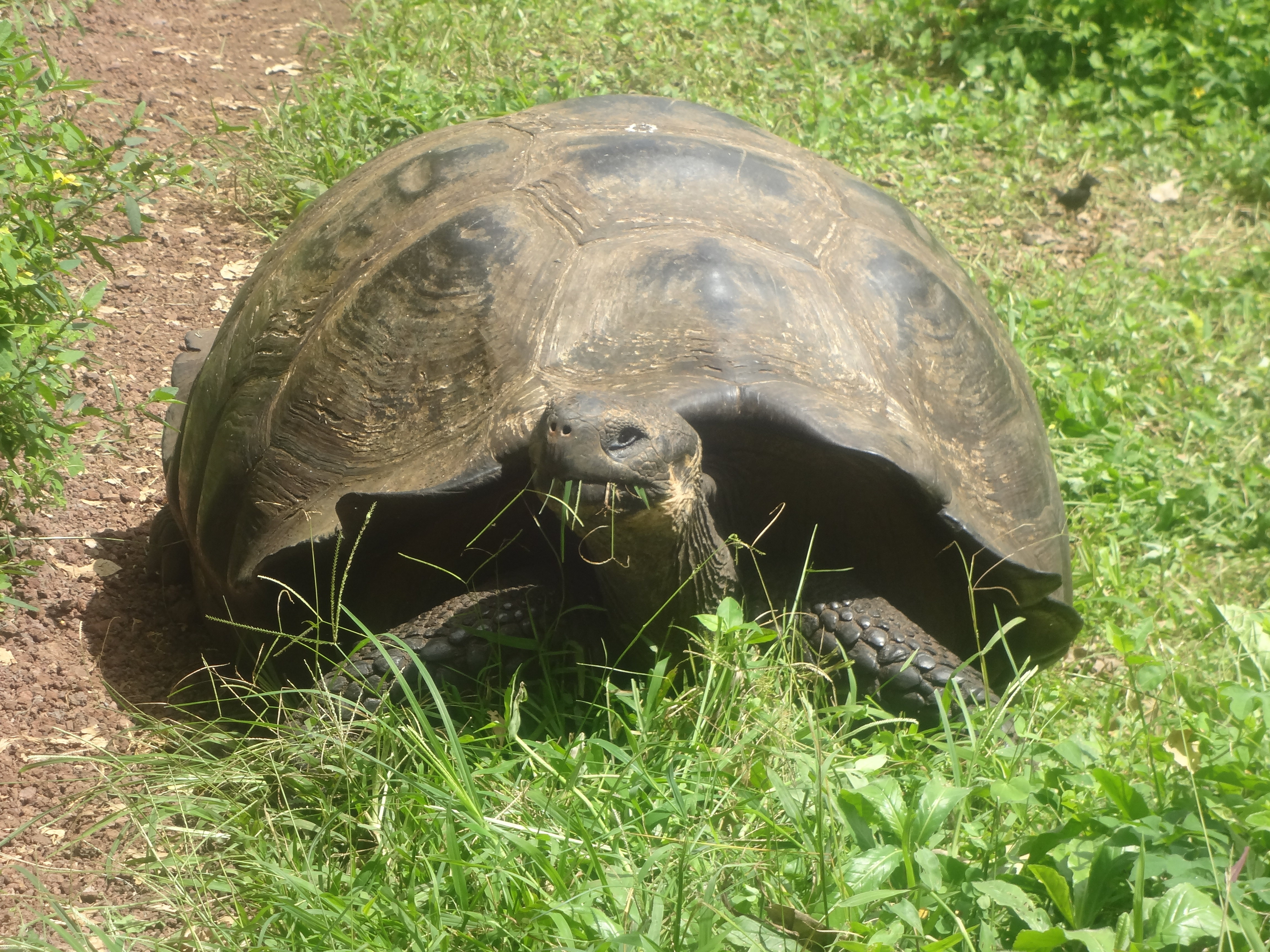
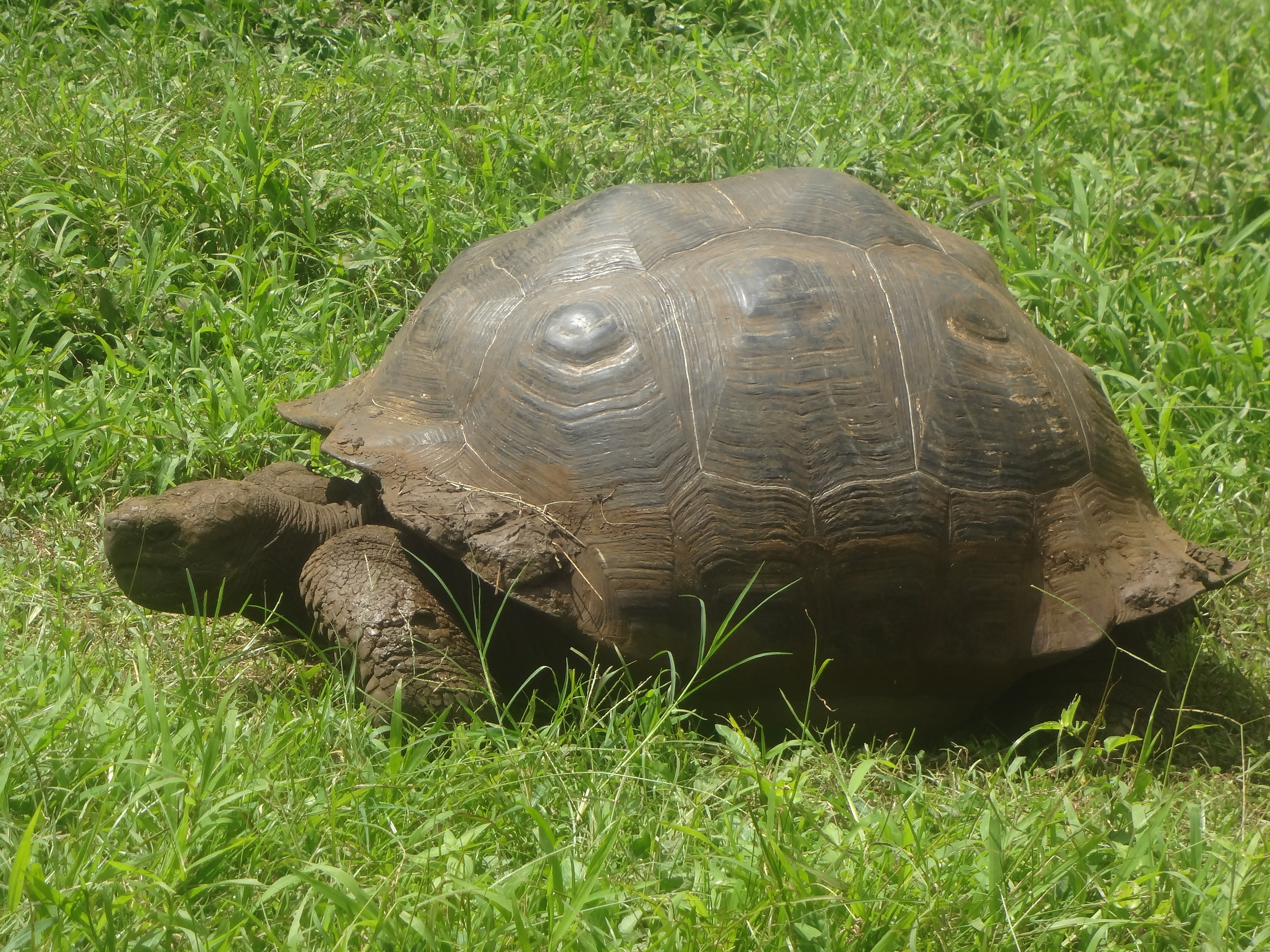
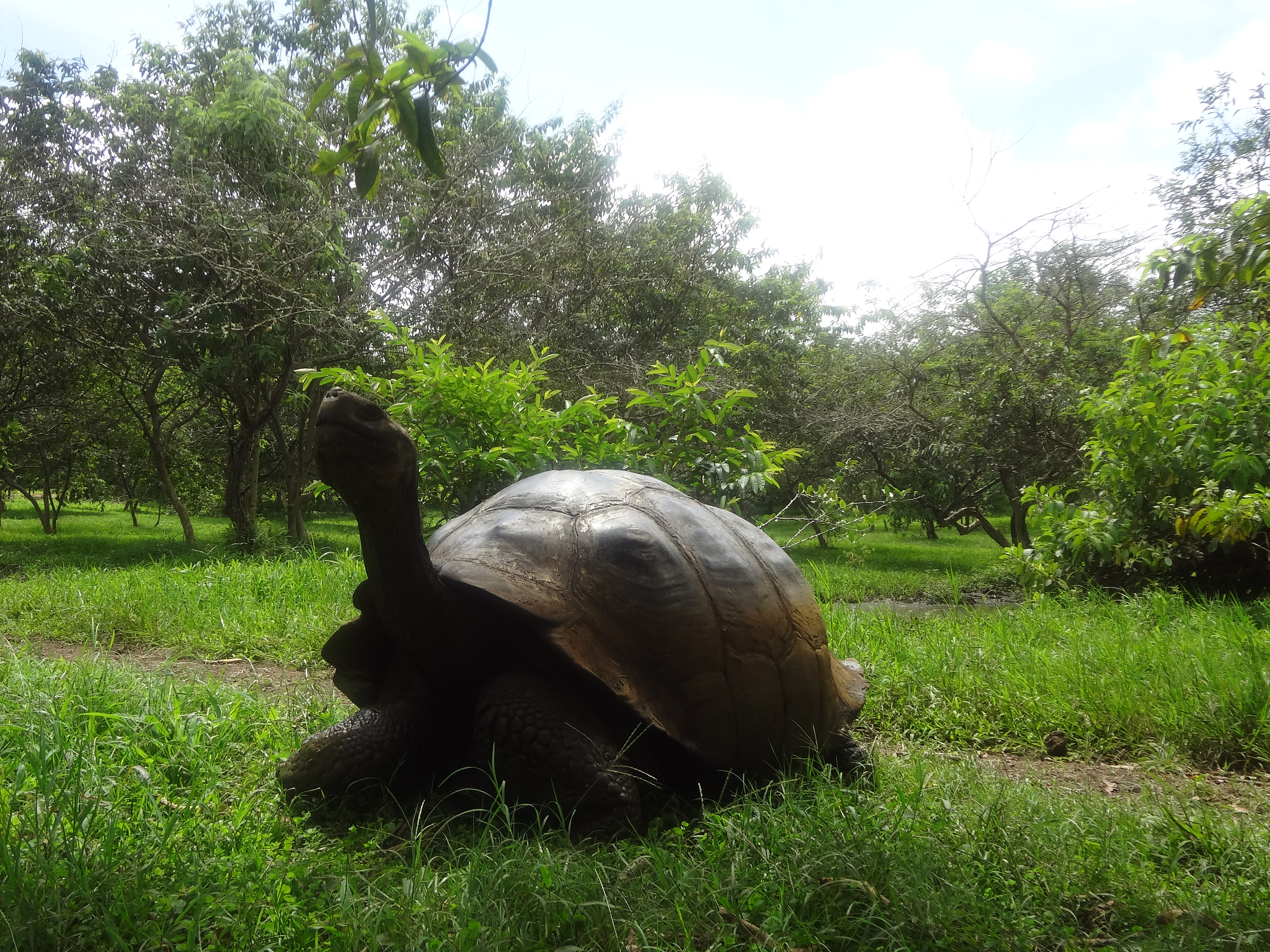
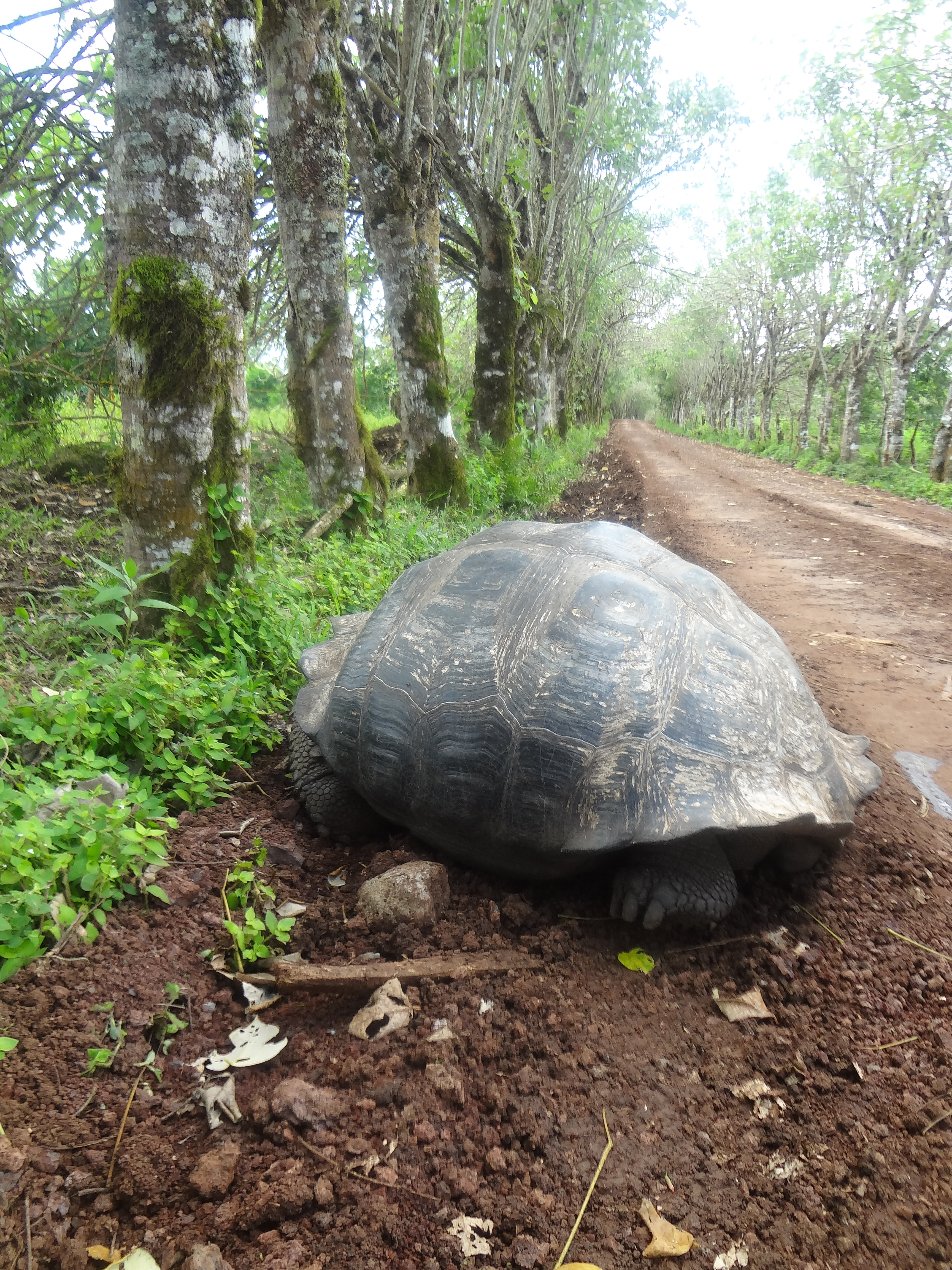
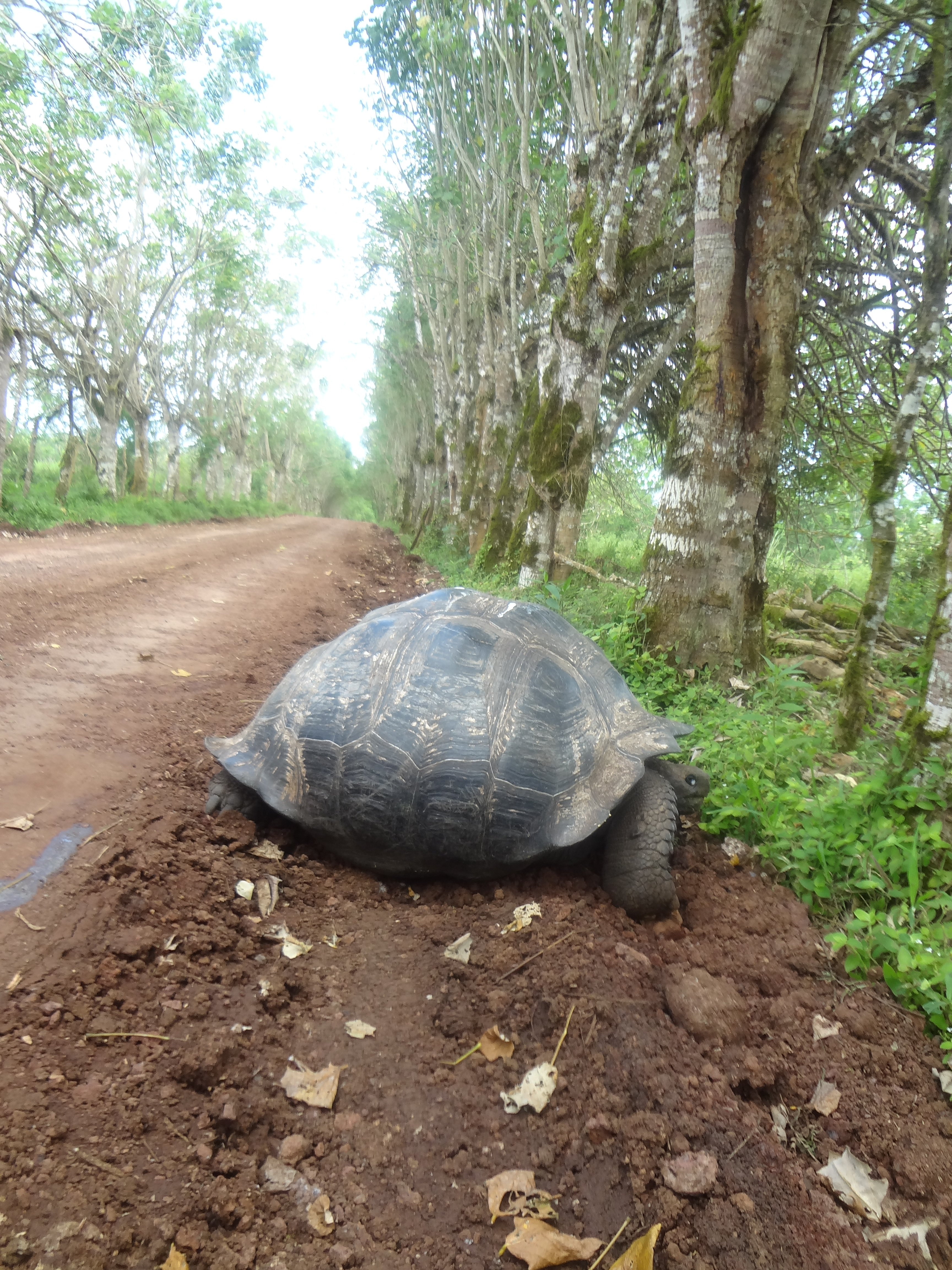
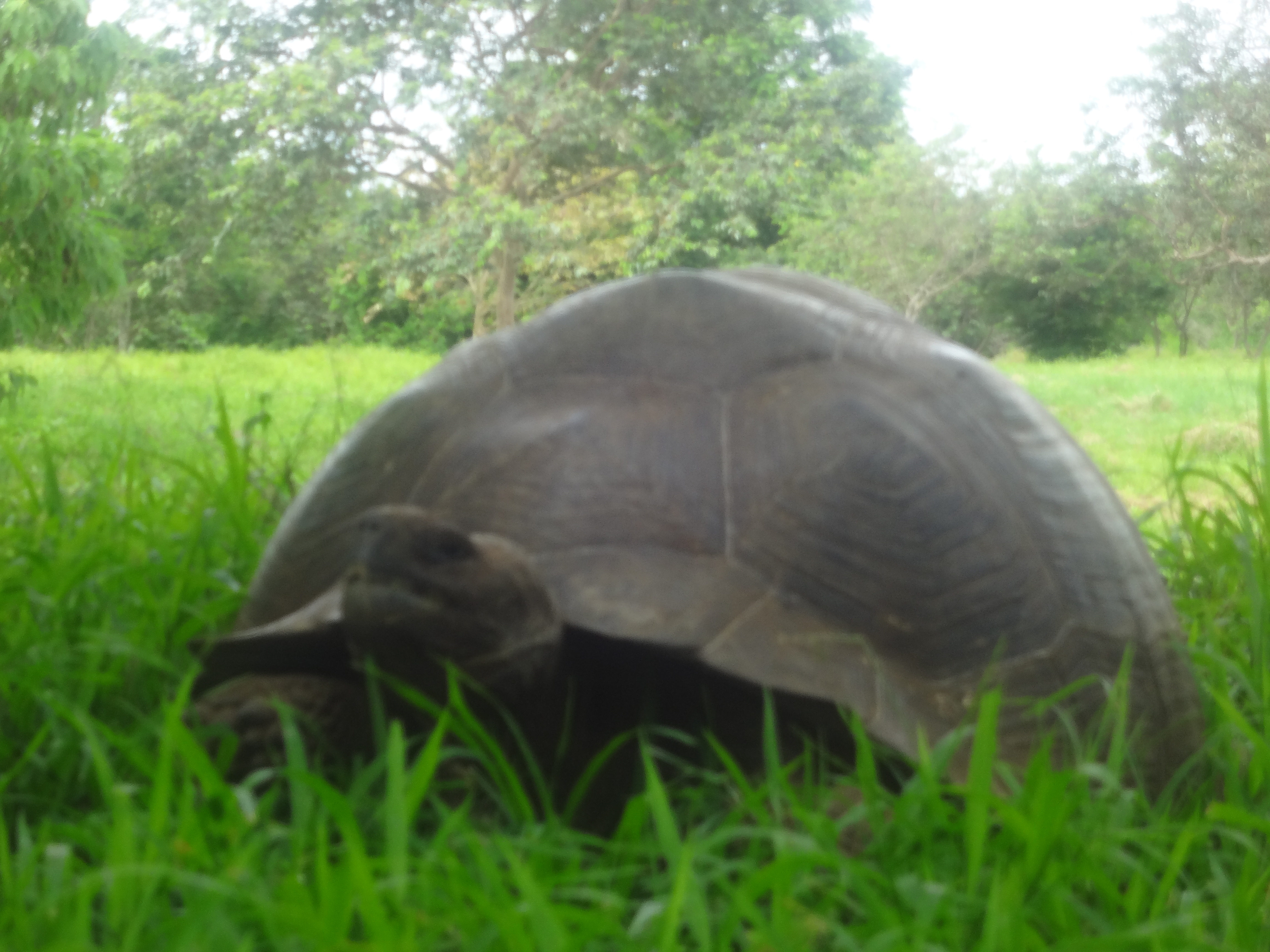
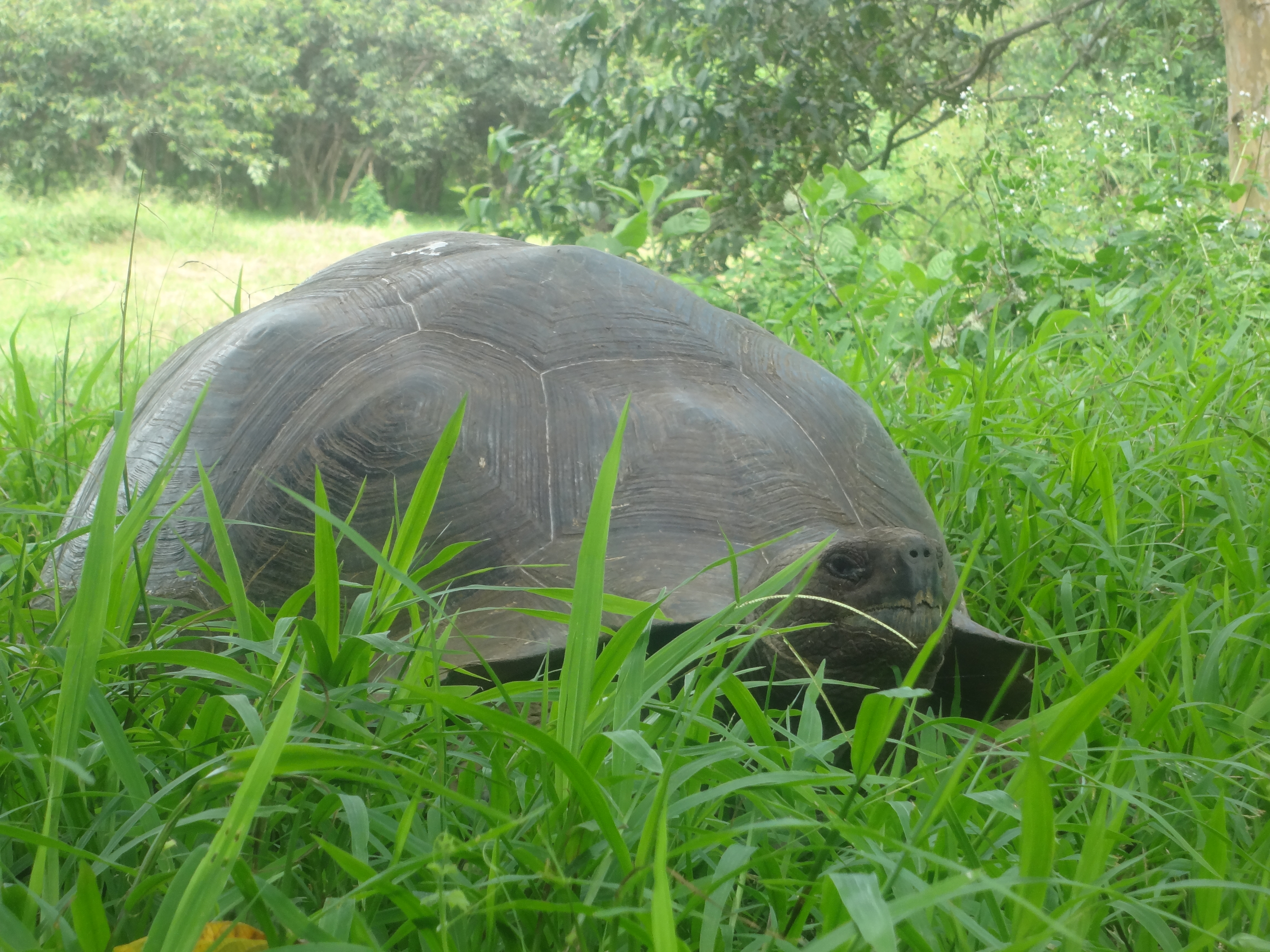
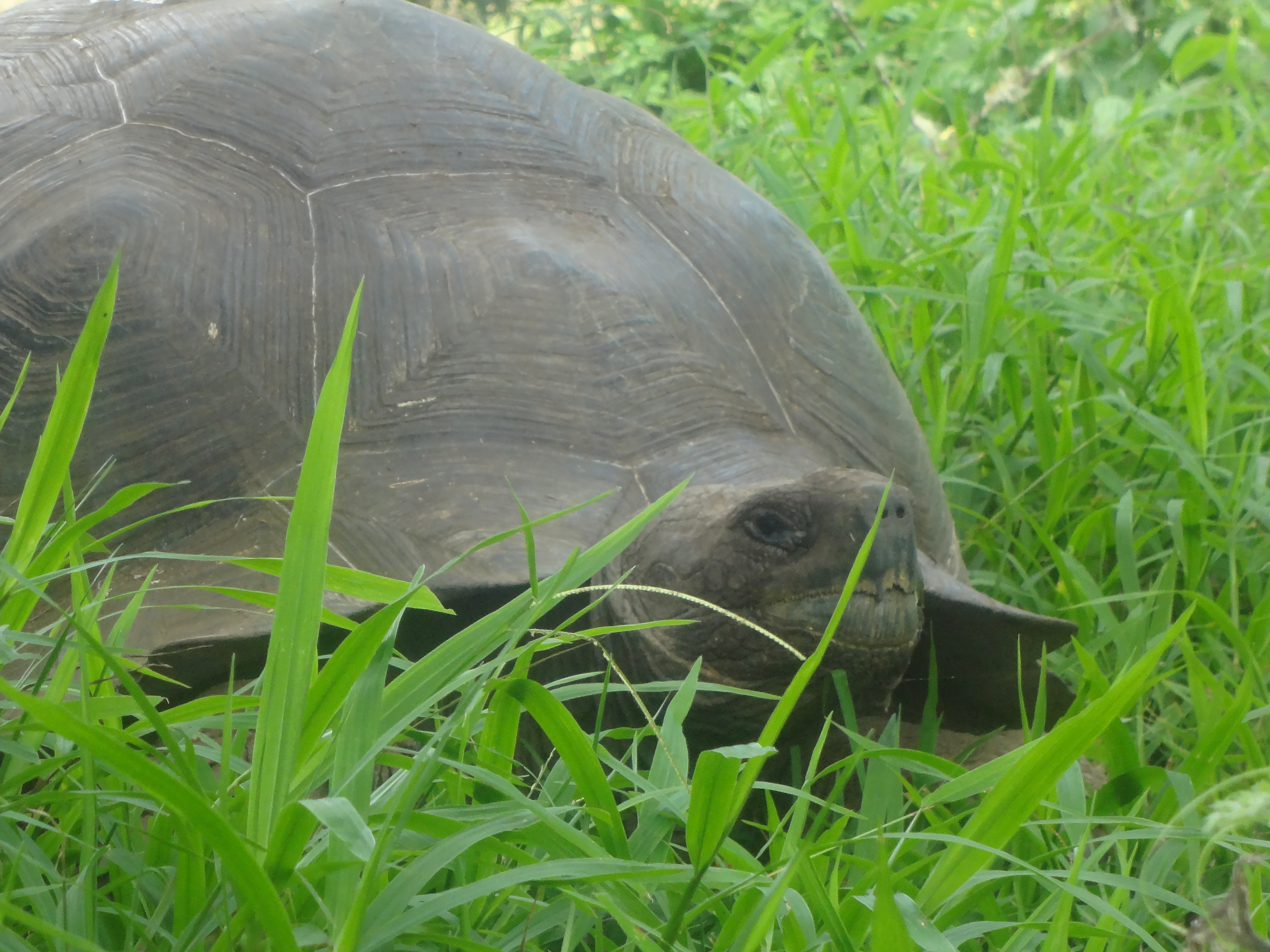
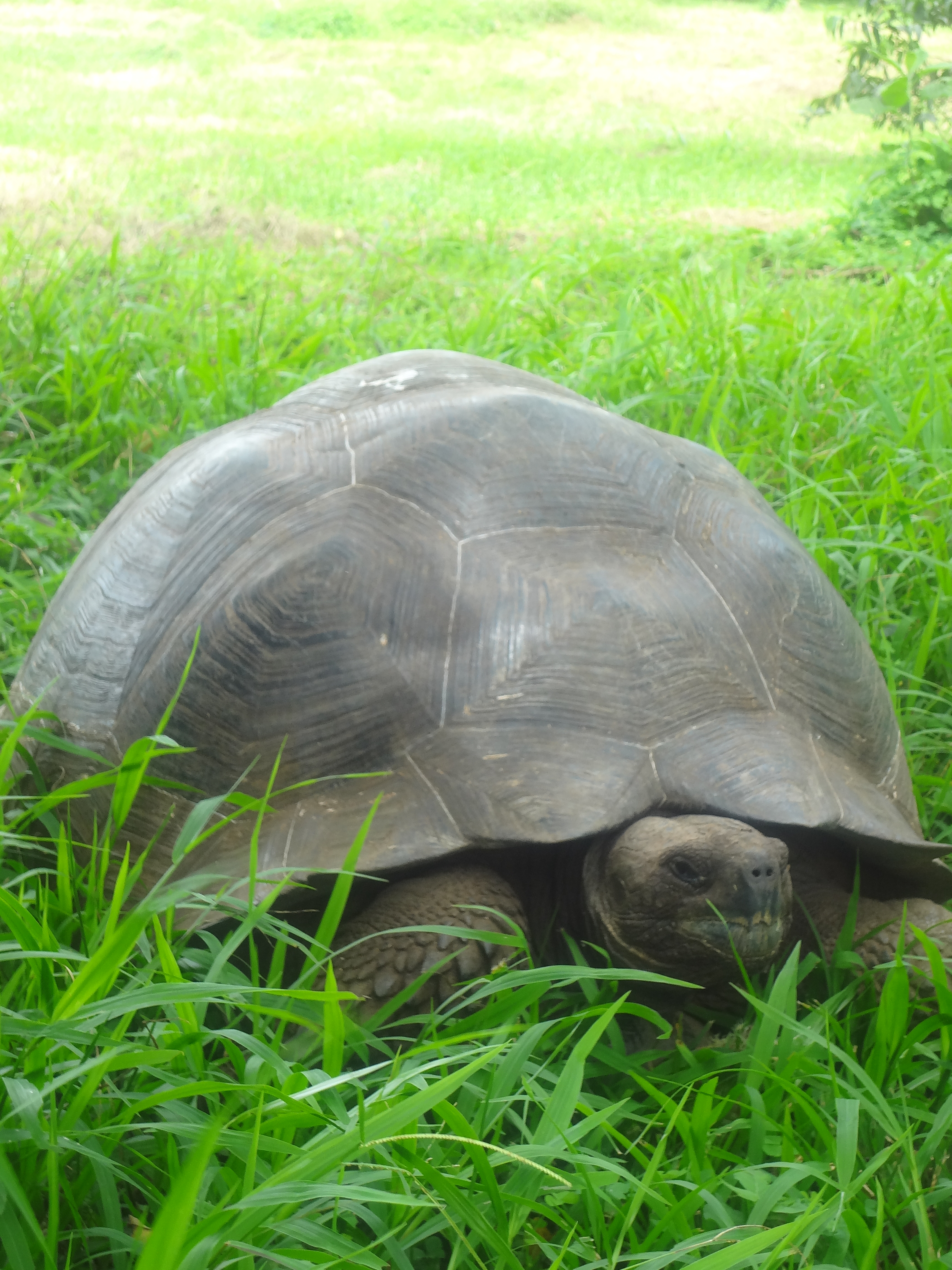

## 같이 보기
- 갈라파고스 제도